# Bronisław Sabat

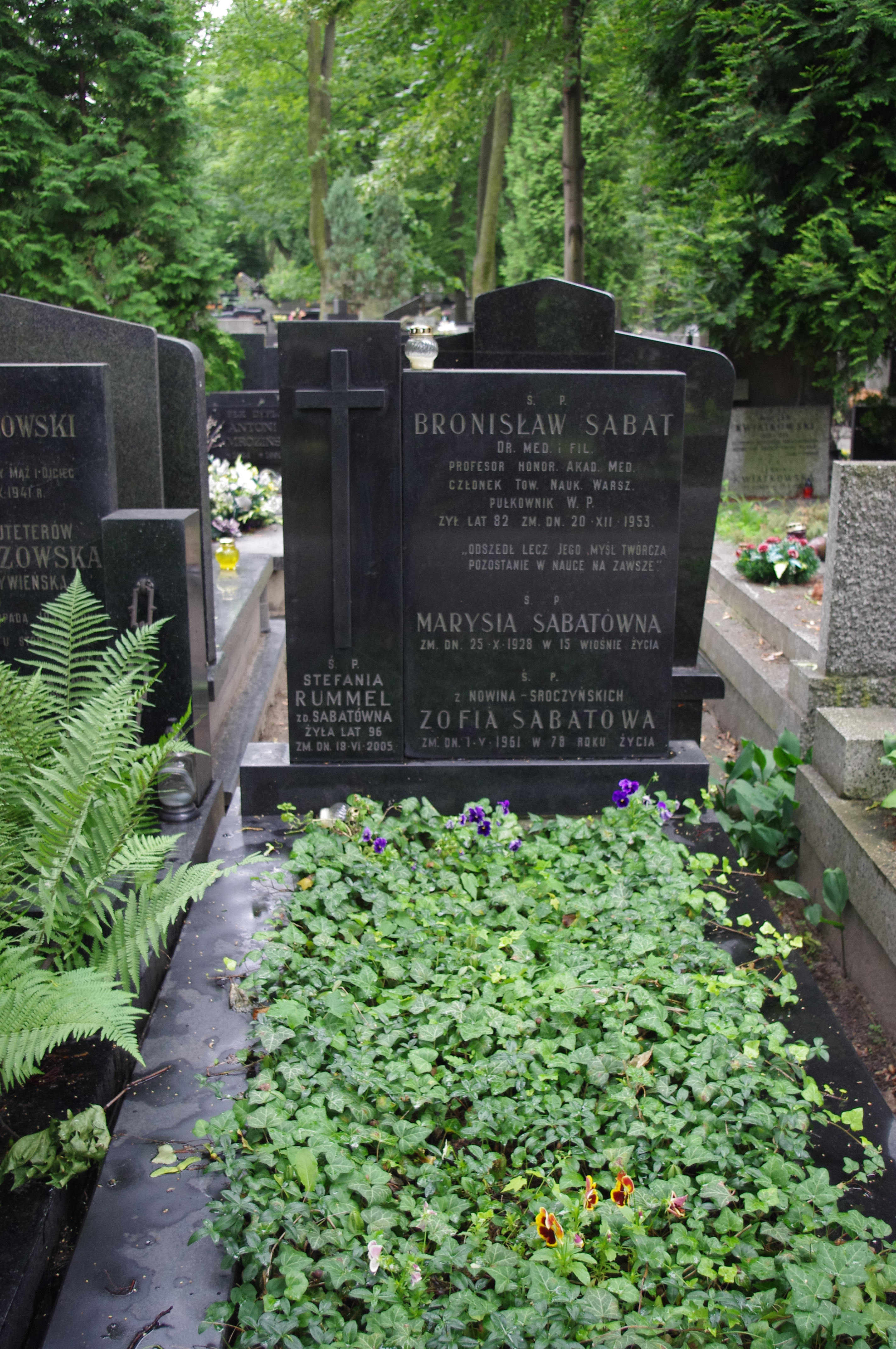
Grób Bronisława Sabata na Cmentarzu Wojskowym na Powązkach w Warszawie

Bronisław Jerzy Sabat (ur. 5 maja 1871 w Tyśmienicy, zm. 20 grudnia 1953 w Warszawie) – polski fizyk, rentgenolog, profesor honorowy Akademii Medycznej w Łodzi.

## Życiorys
Był studentem fizyki i medycyny w Krakowie, Lwowie i Wiedniu. W Paryżu został uczniem Henriego Becquerela i Pierre’a Curie. W Wiedniu był uczniem twórcy rentgenologii Georga Holzknechta. W 1911 roku zastosował kimografię jako metodę robienia zdjęć rentgenowskich. Od 1921 roku przez 5 lat pełnił funkcję kierownika Szpitala Ujazdowskiego. Od 1922 przez 24 lata kierował Zakładem Rentgenologicznym Ubezpieczalni Społecznej w Warszawie. Rok później opracował metodę wykonywania zdjęć wkładanych do ciała pacjenta. Od 1933 członek korespondencyjny Towarzystwa Naukowego Warszawskiego. Pochowany na cmentarzu Powązki Wojskowe w Warszawie (kwatera A12-1-22).